# Bockmattlistock
Der Bockmattlistock (auch nur Bockmattli, benannt nach dem Gamsbock) ist ein 1931 m ü. M. hoher Berg in den Schwyzer Alpen und ein Nebengipfel des Tierbergs (1988 m ü. M.). Er liegt etwa drei Kilometer Luftlinie östlich von Innerthal am Wägitalersee und etwa 8 km westlich von Näfels. Der Gipfel liegt im Kanton Schwyz unweit der Grenze zum Kanton Glarus. Der etwas südlicher auf der Kantonsgrenze in 1796 m Höhe liegende Bockmattlipass verbindet das Wägital mit dem Oberseetal. Das Bockmattli ist ein beliebtes Wander- und Klettergebiet mit zum Teil schwierigen Routen.

## Stützpunkte und Wege
Stützpunkt zur Besteigung ist der ostsüdöstlich gelegene Obersee (990 m), oberhalb von Näfels. Von dort führt ein Weg in westlicher Richtung über den Bockmattlipassweg zum Ahornenälpli (1404 m). Dann geht es weiter auf einem mit Seilversicherungen versehenen Steig über den Grat zum Gipfel. Die Gehzeit beträgt laut Literatur 2 ½ Stunden.
Alternativ kann vom Wägitalersee her aufgestiegen werden. Man folgt dem Weg von Innerthal zur Schwarzenegghöhe und von dort zur Bockmattlihütte (1501 m) mit Übernachtungsmöglichkeit. Weiter geht es in zweieinhalb Stunden durch die Gross Chälen und über die Bockmattliwiese zum Gipfel.

## Kletterrouten
Es gibt an den nordwestlich vorgelagerten Bockmattlitürmen eine Vielzahl an schwierigen Kletterrouten in mehrheitlich gutem Kalkstein. Von der Bockmattlihütte aus ist die Westwand des Kleinen Turmes mit Routen im Schwierigkeitsgrad AS und die Namenlose Kante (SS+) einsehbar. Im Westkessel befinden sind die Routen Westpfeiler (AS+) und Westriss/Westkante (S). Von der Schwarzenegghöhe sind die eindrucksvollen Nordwände mit extremen Routen einsehbar: Kleiner Bockmattliturm, Nordwand (AS), Föhrenturm Nordwand (AS), Grosser Bockmattliturm, direkte Nordwand (AS+), Supertramp (EX und schwieriger), Nordwestwand (AS), Ostturm, Nordwand (AS+) und weitere anspruchsvolle Anstiege.